# Athyrium ikutae
Athyrium ikutae är en majbräkenväxtart som beskrevs av Kurata. Athyrium ikutae ingår i släktet Athyrium och familjen Athyriaceae. Inga underarter finns listade.